# Saint-Bomer
Saint-Bomer település Franciaországban, Eure-et-Loir megyében. Lakosainak száma 194 fő (2022. január 1.). Saint-Bomer Saint-Ulphace, Théligny, Ceton és Authon-du-Perche községekkel határos.

## Népesség
A település népessége az elmúlt években az alábbi módon változott:
| Lakosok száma | 202  | 160  | 143  | 198  | 209  | 203  | 196  | 189  | 191  | 194  |
|               | 1968 | 1982 | 1990 | 2006 | 2013 | 2015 | 2017 | 2019 | 2020 | 2022 |